# Entedon syleptae
Entedon syleptae is een vliesvleugelig insect uit de familie Eulophidae. De wetenschappelijke naam is voor het eerst geldig gepubliceerd in 1949 door Benoit.